# Сечкин, Алексей Семёнович
Алексей Семёнович Сечкин (1936 — 2016) — советский военный деятель и педагог, организатор пусков и испытаний ракетно-космической техники, генерал-майор (1980). Начальник Научно-испытательного управления 5-го НИИП МО СССР (1976—1984). Заслуженный испытатель Космодрома Байконур (1992). Лауреат Премии Правительства Российской Федерации в области образования (2006).

## Биография
Родился 9 марта 1936 года в селе Ново-Александрово, Скопинского района Рязанской области.

### Образование и прохождение службы
С 1953 по 1955 год обучался в Камышинском артиллерийском техническом училище, по окончании которого был в нём назначен на должность командира взвода курсантов. С 1960 по 1961 год обучался в Ростовском высшем артиллерийском инженерном училище и с 1961 по 1965 год в Военной артиллерийской инженерной академии имени Ф. Э. Дзержинского, которую окончил с отличием.

### Служба на Байконуре
С 1965 по 1984 год на научно-исследовательской работе в 5-м Научно-исследовательском испытательном полигоне Министерства обороны СССР (космодром Байконур) в должностях: начальник команды, заместитель начальника и начальник группы, заместитель командира 32-й Отдельной инженерно-испытательной части, с 1973 по 1975 год — командир 19-й Отдельной инженерно-испытательной части, под его руководством и при непосредственном участии проводились испытания и подготовка к пускам автоматических космических аппаратов на орбиту Земли и далее в космическое пространство выводимых ракетой носителем тяжёлого класса «Протон».
С 1975 по 1976 год — заместитель начальника и с 1976 по 1980 год — начальник 1-го Научно-испытательного управления. 14 февраля 1980 года Постановлением СМ СССР А. С. Сечкину было присвоено воинское звание генерал-майор. С 1980 по 1984 год — начальника 4-го Научно-испытательного управления Космодрома Байконур. Под руководством и при активном участии А. С. Сечкина проводились пуски долговременных орбитальных пилотируемых станций «Салют-3» и «Салют-4», автоматических межпланетных станций для изучения Луны и космического пространства «Луна-22» и «Луна-23», автоматических межпланетных аппаратов по программе «Марс» «Марс-4», «Марс-5», «Марс-6» и «Марс-7», автоматических межпланетных аппаратов «Венера-9» и «Венера-10», предназначенные для изучения Венеры в рамках программы «Венера», космических аппаратов серии «Космос». Был руководителем подготовки и запуска в космической программе «Интеркосмос», связанной с осуществлением полётов интернациональных экипажей. За непосредственное участие в обеспечении выполнения космических программ СССР А. С. Сечкин был награждён орденами Ленина и Трудового Красного Знамени.

### Последующая деятельность
С 1984 года на педагогической работе в Военном инженерно-космическом Краснознамённом институте имени А. Ф. Можайского в  должности — руководителя кафедра эксплуатации и применения космических средств, в 1992 году приказом ВАК СССР ему было присвоено учёное звание доцент.
В 2006 году Постановлением Правительства России «За цикл научных и учебно-методических трудов "Разработка и реализация концепции подготовки специалистов по эксплуатации комплексов космических средств в  образовательных учреждениях высшего профессионального образования"» А. С. Сечкину была присвоена Премия Правительства Российской Федерации в области образования.
Скончался 19 марта 2016 года в Санкт-Петербурге, похоронен на Смоленском Православном кладбище.

## Награды
- Орден Ленина[1][2]
- Орден Трудового Красного Знамени
- Премия Правительства Российской Федерации в области образования (2006 — «За цикл научных и учебно-методических трудов "Разработка и реализация  концепции подготовки специалистов по эксплуатации комплексов космических  средств в  образовательных учреждениях высшего профессионального образования"»)[4]